# 彩虹小馬：友情就是魔法影迷

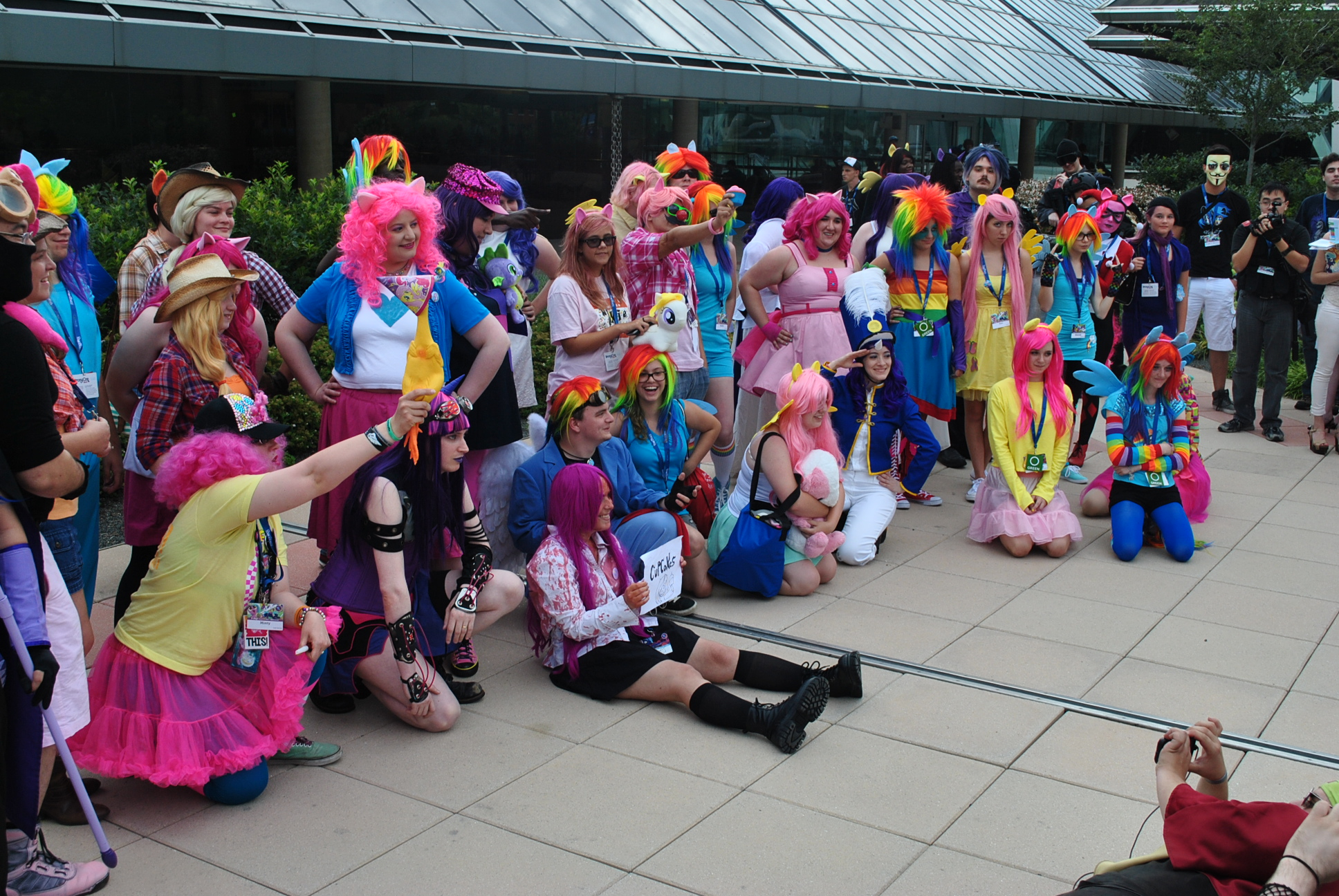
2014年BronyCon聚會的角色扮演玩家

小马宝莉：友谊就是魔法（英語：My Little Pony: Friendship Is Magic）是一部由孩之宝（Hasbro）制作的儿童电视节目，作为小马宝莉（My Little Pony）玩具系列的一部分，从2010年至2019年播出。该剧与2010年美国儿童有线电视The Hub（后更名为Hub Network，之后又更名为Discovery Family）重新推出的玩偶、游戏套装以及原创节目相关。
劳伦·福斯特（Lauren Faust）因其在卡通频道（Cartoon Network）制作其他儿童动画节目（如《飞天小女警》和《亲亲麻吉》）的经验，被选为本剧的创意开发者和执行制片人。在孩之宝的指导下，浮士德创作了一个面向年轻女孩的节目，但她赋予角色和背景挑战传统“少女”刻板印象的特质，同时添加了冒险和幽默元素，以吸引父母的兴趣。
该剧首播后获得电视评论家和家长群体的广泛好评。此外，在2010年末至2011年初，还吸引了一批成年网络用户观众，形成了一个亚文化。这些观众大多为成年男性，他们被本剧的角色、剧情、动画风格以及其作为网络迷因传播的影响所吸引。这些粉丝自称为“Brony”（词汇合成自Bro和Pony），而女性粉丝则被称为“Pegasister”（词汇合成自Pegasus和Sister）。虽然这一亚文化起初被认为是以讽刺和戏谑的方式表现成年观众喜欢儿童剧，但随着时间推移，这一群体对该剧表现出了远超戏谑的真诚欣赏，这一现象被称为“新真诚”（New Sincerity）。技术娴熟的粉丝创作了基于该剧的大量文学、音乐、艺术和视频作品，并建立了相关网站和组织粉丝聚会，还组织了围绕本剧及其创作者的慈善活动。然而，这一粉丝群体也因成人观众喜爱一部面向儿童的节目而受到媒体和评论员的批评，以及指责创作大量色情同人艺术创作和涉嫌厌女行为。
成年观众对该剧的喜爱令孩之宝、浮士德及其他创作者感到意外，但他们对此表示接纳，同时仍保持对原始目标观众的关注。此类回应包括：剧中配音演员和制片人参加粉丝聚会、在官方宣传材料中承认Brony粉丝文化，以及将粉丝命名的背景角色（如“Derpy Hooves”）加入剧中的彩蛋。得益于这些努力，《小马宝莉：友谊就是魔法》取得了巨大商业成功，并成为Hub Network历史上收视率最高的原创节目。

## 历史

### 起源 (2010–2012)
在《友谊就是魔法》于2010年10月首播后不久，动画网站《Cartoon Brew》的Amid Amidi撰写了对该剧的首批评论之一。他在评论中将该剧描述为“电视动画创作者主导时代的终结”的标志。 Amidi对将像Lauren Faust这样的才华赋予与玩具相关的节目感到担忧，认为这是为迎合分散的观众群体而专注于盈利动画类型（如玩具联动）的趋势，同时也是对整个行业的一种“投降”。 这一评论指出，越来越多的节目似乎由希望推销产品的公司高管推动，而非创作者主导。
尽管该剧在Amidi的评论发表前已在4chan的“漫画与动画”版块（/co/）中有所讨论，但这篇评论的警告性质吸引了更多人关注该剧，其情节、角色和动画风格赢得了积极反响。 此反应迅速扩散至4chan其他版块，该剧迅速成为网站上常见的笑料与模因来源。 其中包括采用该剧中的词汇，例如用“anypony”、“everypony”和“nopony”代替“anybody”、“everybody”和“nobody”， 或戏称观看该剧是为了“情节”（暗指小马的臀部）。
《我的小马驹：友谊就是魔法》（Friendship Is Magic）在网站上的帖子数量引起了广泛关注。该节目的粉丝为了抵御来自 4chan 其他板块的各种 恶意攻击，积极捍卫相关讨论。这导致 4chan 一度临时禁止任何与小马相关的讨论。 4chan 的创始人克里斯托弗·普尔（Christopher Poole）在 2011 年 西南偏南 音乐节上简要提到该节目在网站上的受欢迎程度。 之后，普尔创建了一个专门讨论该节目及其粉丝文化的板块。尽管该节目的讨论仍然在 4chan 持续进行，但粉丝们开始建立其他平台讨论这一话题，该粉丝文化也逐渐扩散到其他网络论坛。

### 人气增长（2012–2015）
成人对该节目的兴趣可以与《乐一通》（Looney Tunes）、《狂欢三宝》（Animaniacs）、《飞哥与小佛》（Tiny Toon Adventures）、《洛可的摩登生活》（Rocko's Modern Life）、《飞哥与小佛》（Phineas and Ferb）、《飞天小女警》（The Powerpuff Girls）、《海绵宝宝》（SpongeBob SquarePants）和《嘎巴宝宝》（Yo Gabba Gabba!）等经典动画片相提并论。这些观众欣赏节目中面向成人观众的幽默以及对早期动画片和动画电影的怀旧感。
许多提到的动画作品曾吸引了很多大学年龄段的观众，而这些观众在《我的小马驹：友谊就是魔法》播出期间，可能已经开始养育自己的孩子。 该节目还包含许多老观众熟悉的文化作品致敬元素，例如《我爱露西》、《不文山鬼馬表演》、《大白鲨》、《2001太空漫游》、《钻石狗》、《谋杀绿脚趾》、《捉鬼敢死队》、《星球大战》以及《赌城风情画》等。
许多粉丝对自己喜欢这部作品感到意外。Shaun Scotellaro 是“Equestria Daily”网站的运营者，这是Brony粉丝社群中一个主要的同人网站。他表示：“坦白说，如果七个月前有人告诉我他们会运营一个关于小马的博客，我会认为他们疯了。” 他还提到，成人之间的传播得益于在线游戏社区的影响。
游戏网站Kotaku的编辑Mike Fahey指出，这个粉丝群体“让原本可能只是在互联网上互相吐槽的人们建立了友谊”。 从事“Brony Studies”研究的 Dr. Patrick Edwards 观察到，与大多数“对不同的人不太包容”的粉丝文化不同，小马粉丝群体提倡节目中“爱与宽容”的主题。
此外，这一兴趣也吸引了 兽迷（furry）社区，该社区包含大量动画爱好者。 研究项目的贡献者之一 Dr. Marsha Redden 表示，成人粉丝是“对过去十年美国沉浸于恐怖主义环境的一种反应”，这种状况类似于 冷战，他们“厌倦了恐惧、焦虑和敌意”，而节目和其粉丝群体成为了这些问题的宣泄口。 她将小马粉丝文化与 波希米亚 文化、垮掉的一代 在 二战 后的反应以及 越南战争 后的 嬉皮士 运动进行了比较。
同样，节目编剧之一艾米·基廷·罗杰斯（Amy Keating Rogers）认为，观众喜爱《友谊就是魔法》的原因在于“许多其他节目充满了玩世不恭和负面情绪”，而这部作品则“传递了一种积极的信息”，从而形成了鲜明的对比。

### 巅峰与衰落（2015–2021）
在2010年代初期迅速流行后，该粉丝群体在2010年代中期达到巅峰，例如2015年的BronyCon大会吸引了超过10,000名嘉宾。然而，随后的几年中，《友谊是魔法》的受欢迎程度逐渐下降。National Post于2019年初报道，包括BronyCAN在内的几个主要《友谊是魔法》主题大会已停办多年，随着剧集结束的趋势越来越明显，粉丝群体迅速缩小。此外，由于2015年至2019年初之间参会人数减少了一半，BronyCon也宣布将在2019年的活动后永久结束。
未经证实（随后证实）的Hasbro信息泄露显示，2019年首播的第九季将成为“第四代”（G4）小马的最后一季，随后将转向第五代（“G5”）。Equestria Daily在前几年阅读量显著下降，大多数读者主要讨论新剧集，而非其他同人创作内容。粉丝群体最大的大会BronyCon的参会人数从巅峰时的10,000人降至2018年的不到6,000人，因此决定在2019年举办为期四天的活动后结束大会。

### 第五代（“G5”）系列的更新（2021年至今）
2021年10月，第五代《小马宝莉》通过CG动画电影《My Little Pony: A New Generation》正式启动。该系列设定在《友谊是魔法》的同一宇宙，但故事发生在多年之后，主角也换成了新角色。 随后在2022年推出了使用这些新角色的动画系列《My Little Pony: Tell Your Tale》和《My Little Pony: Make Your Mark》。

## 影响与粉丝活动

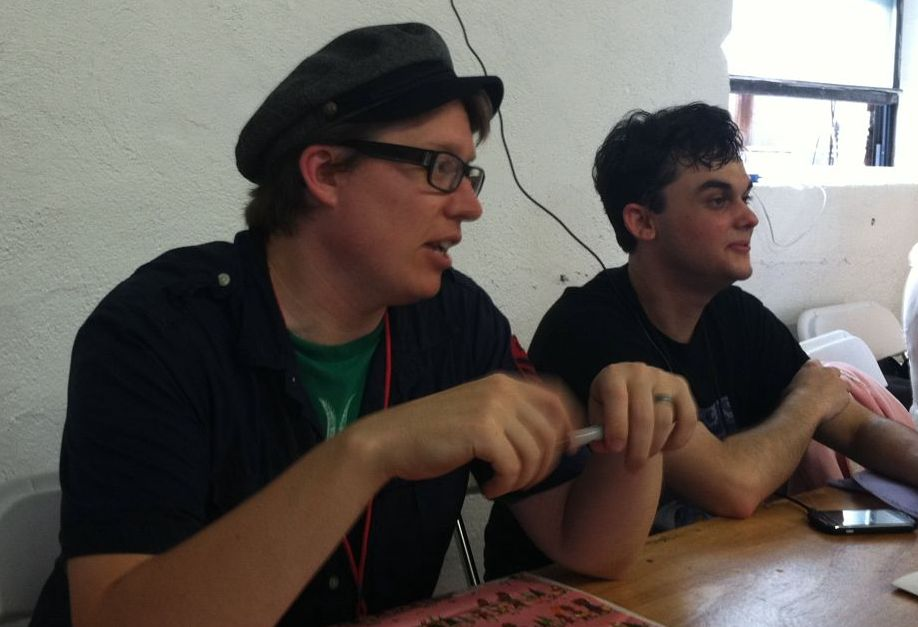
Jayson Thiessen（左），《友谊是魔法》的监督导演，以及Shaun Scotellaro（"Sethisto"），粉丝网站Equestria Daily的创始人，摄于2011年的BroNYCon

该剧集的成年粉丝使用“brony”一词自称，这是一种由“bro”和“pony”组合而成的混成词。 虽然通常指男性粉丝，但该词也常用于指代任何性别的粉丝。 另一个术语“Pegasister”则用来特指女性成年粉丝。 粉丝圈中有许多类似“‘小马化’词汇”的例子，例如用“brohoof”（“击蹄”）代替high five（击掌）。
两项分别有2,300人和9,000人参与的非正式调查显示，成年粉丝的平均年龄约为21岁，其中大约86%为男性，63%正在攻读大学或更高学历。 2013年进行的另一项包含21,000多名参与者的调查得出了类似数据，并指出大多数粉丝年龄在15至30岁之间，平均年龄为19至20岁，其中超过65%为异性恋。此外，通过迈尔斯-布里格斯性格分类法，调查显示约27%的受访者属于“INTJ”类型，而这种类型通常只占人口的1-3%。
许多在现实生活中难以与他人相处或被公平对待的粉丝，通过这个圈子找到志同道合的人并变得更加社交化。 Hub Network的首席执行官兼总裁Margaret Loesch（曾是1980年代和1990年代动画版《小马宝莉》的执行制片人）指出，那些过去的剧集也有男性粉丝，但《友谊是魔法》的男性粉丝显然更多，这得益于剧集的高质量以及社交媒体和互联网的影响。
一些“彩虹小马”的成年男性粉丝（Brony）是美国武装部队的入伍人员，他们在训练操作中使用了该节目的“可爱标记”（cutie marks）作为制服或装备的徽章，尽管这并不符合大多数军种的惯例。 The Hub的首席执行官兼总裁Margaret Loesch提到，一封来自驻阿富汗美军人员的邮件说明了他们是通过女儿了解这部作品的，但发现其中关于团队合作和相互支持的主题与他们的军队情谊产生了共鸣。 根据粉丝发起的一项“群体普查”，截至2012年9月，美国大约有700万至1240万人自认为是Brony。
一项更详细的研究“Brony Study”在2012年由Wofford学院心理学教授Patrick Edwards及其神经心理学助理Dr. Redden开展。两人最初汇总了前述的非正式调查，并在持续进行的小马迷大会上发布了调查结果。 Edwards指出，小马迷文化提供了“从其起源研究粉丝现象的机会”，并计划继续调查以观察文化的发展。 宾夕法尼亚州立大学荣休教授Bill Ellis将小马迷文化与日本动漫迷（Otaku）进行了比较。他在2012年AnimeNEXT大会上表示，Bronies和Otaku文化的粉丝在心理和发展上都“正常”，只是他们的兴趣选择“非主流”。 Ellis还指出，这两个群体的粉丝经常因他们对异性媒体的兴趣而受到嘲笑。
尽管最初的粉丝群增长可能源于4chan用户对成年男性喜爱女生节目的讽刺，但随着对作品的真诚欣赏，粉丝群继续扩大。Syracuse University的媒体研究教授Robert Thompson表示：“男性喜欢摩托车、肌肉和足球是一回事。但男性喜欢《彩虹小马》则完全不同，这种‘超出常规’的行为几乎成为了前卫。” 根据《Wired》的Angela Watchcutter，Brony粉丝群体是“网络新真诚”的一个例子，年长观众“无讽刺性”且“无负罪感”地观看节目，打破性别刻板印象， 并围绕节目创造新内容。 诺丁汉大学的影视研究教授Roberta Pearson指出：“这是我前所未见的粉丝忠诚程度”，而北科罗拉多大学的传播学教授Charles Soukup则认为，这种努力表明了Bronies体现了一种“超文化时代”，即媒体消费者发掘极为意外和冷门的文本以打造独特的媒介身份。 Jessica Klein在《Salon》上撰文指出，与其他男性主导的粉丝群相比，该粉丝文化对女性粉丝尤其具有包容性。

### 线上社群
像 Equestria Daily 和 Ponychan 这样的网页被创建用于粉丝分享关于该剧的艺术作品、故事、音乐和新闻。Equestria Daily 于 2011 年 1 月成立，在头 9 个月内浏览量超过 3600 万次， 并在 2014 年 6 月浏览量超过 5 亿次。 该博客每天有超过 175,000 次访问量， 并完全依靠广告收入支持运行。 它是由 23 岁的大学生 Shaun Scotellaro 创立，目的在于收集与《友谊就是魔法》相关的同人小说和新闻。随着网站流行度的增长，Shaun 最终减少了 社区大学 的课程，并继续在他位于 亚利桑那州 格兰岱尔 的父母家中运营该站点。 当时他认为该剧需要一个统一的粉丝基础，因为人们普遍担心 孩之宝 不会批准 第二季 的制作。
2017 年 9 月，Equestria Daily 的精选存档被 美国国会图书馆 收录到其 "网络文化网络档案馆馆藏（Web Cultures Web Archive Collection）" 中，此举由 美国国家民俗中心 推动。 该档案的目的是“记录网络上新兴文化传统的创作与分享”。
在 2017 年、2022 年和 2023 年，《友谊就是魔法》的粉丝参与了 r/place 活动，创作了 云宝黛茜、小呆 和其他角色的艺术作品，并与敌对派、Twitch 主播 和恶作剧者争夺作品区域。

### 聚会

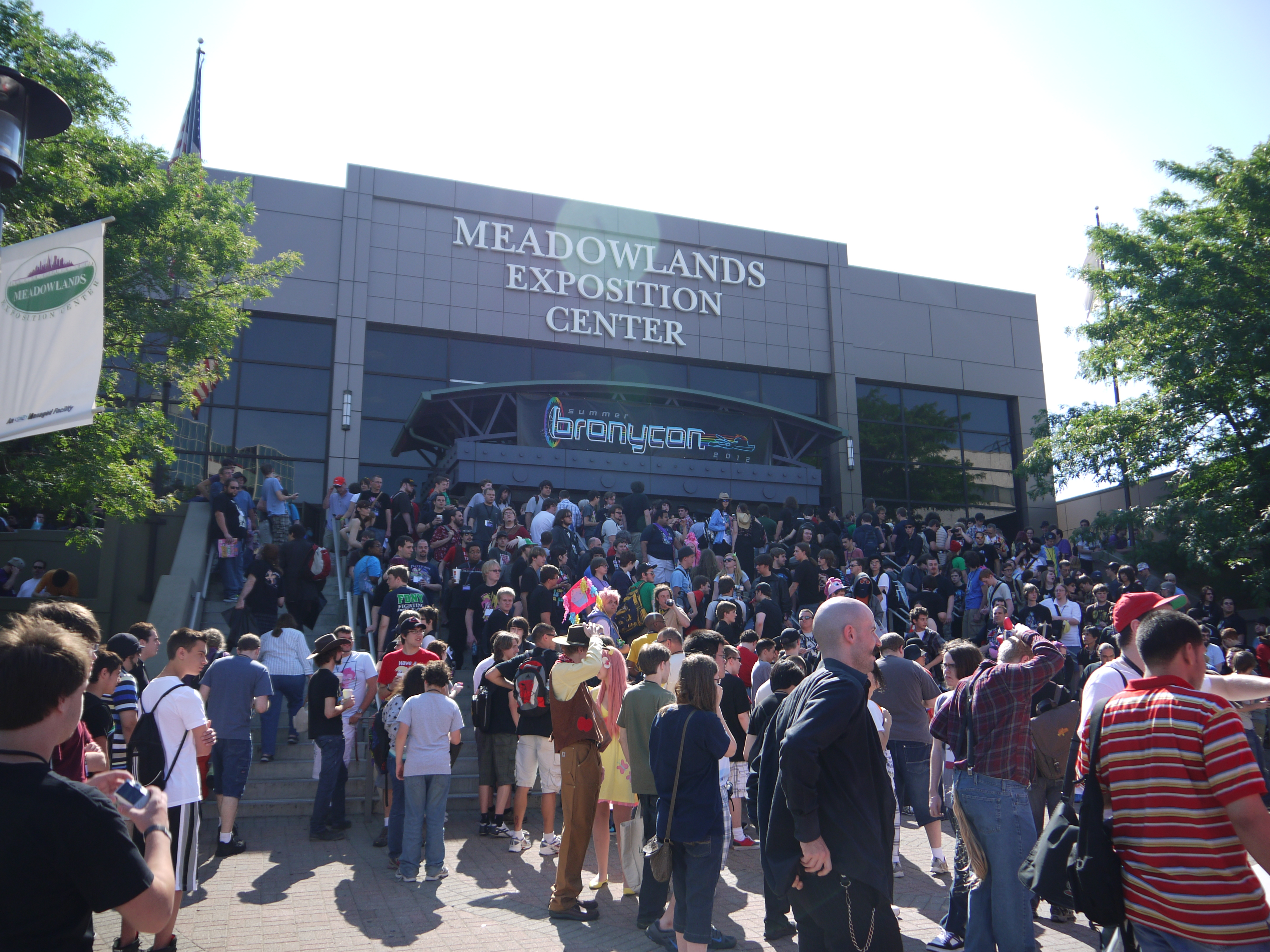
Bronies 在 2012 年夏季 BronyCon 大会开始时排队

粉丝们经常在当地组织聚会和会议。其中最早的聚会之一是 BronyCon，首次在纽约市举办，并邀请了该剧的监督导演作为嘉宾。 首届 BronyCon 吸引了 100 人参加，而第三届于 2012 年 1 月举办时，已有 800 人出席；第四届在 2012 年 6 月扩大为两天活动，于新泽西州 錫考克斯的哈蒙草甸廣場 举行，吸引了超过 4,000 人参加。开发者 Lauren Faust 以及配音演员 John de Lancie、Tara Strong、Andrea Libman、Peter New、Lee Tockar、Amy Keating Rogers、Cathy Weseluck 和 Meghan McCarthy 作为特别嘉宾出席。 Strong 甚至以 Twilight Sparkle 的全套 cosplay 装扮现身 Canterlot Gardens 大会，给粉丝们带来惊喜。 后续的 BronyCon 活动迁至 巴尔的摩会展中心（Baltimore Convention Center），吸引了超过 8,000 人参加。
其他 Brony 聚会包括在华盛顿州西雅图举办的 Everfree Northwest， 伊利诺伊州芝加哥的 Midwestria， 俄亥俄州克利夫兰的 Canterlot Gardens， 洛杉矶的 Equestria LA， 加利福尼亚州伯灵格姆的 BABSCon， 纽约大都会地区的 Ponycon NY， 加拿大不列颠哥伦比亚省的 BronyCAN， 德国路德维希堡的 GalaCon， 英国曼彻斯特的 BUCK， 澳大利亚悉尼的 PonyCon AU， 犹他州盐湖城的 Crystal Mountain Pony Con， 以及加利福尼亚州圣迭戈的 Pacific PonyCon。
2012 年计划举办近十场 Brony 聚会。 此外，在《友谊就是魔法》节目播出前已存在的“我的小马驹大会”，如“我的小马博览会”或“英国小马大会”，由于 Brony 的参与，出席人数也有所增加。 此外，一个长期举办的年度艺术展“My Little Pony Project”，艺术家们将小马公仔和玩具重新想象成艺术品，也吸引了 Brony 社区的参与而增加了出席人数和作品贡献。

### 慈善与筹款
粉丝群体被认为是具有慈善精神的，他们为多项不同的慈善项目筹集了资金。"Broney Thank You Fund”用于通过粉丝集资制作一则广告，广告最初于2012年11月在Hub Network播放，以感谢该节目的创作者。慈善募款远超目标，额外资金被用来通过Toys For Tots为儿童提供玩具。 该基金随后在新罕布什尔州注册为非盈利501(c)(3)组织，并声称是第一个取得这一地位的与媒体相关的粉丝团体。 2013年12月，该基金捐赠了5万美元，为加州艺术学院永久设立了一个动画奖学金。
类似地，一个名为"Bronies for Good"的小组组织了献血活动，并在2012年为儿童癌症协会（Children's Cancer Association）、"Room to Read"、CureSearch和"Your Siblings"等慈善机构筹集了超过6万美元。
配音演员塔拉·斯特朗（Tara Strong）在粉丝的支持下建立了"魔女之吻癌症基金"（Kiki's Cancer Fund），该基金用于援助一位朋友的女儿，她被诊断患有脑瘤。斯特朗表示，这位孩子"如果没有《我的小马驹》粉丝的帮助，她是不会活到今天的"，粉丝为其筹集了10万美元；然而，女孩最终还是因病去世。 福斯特（Lauren Faust）邀请粉丝为加州野生动物学习中心（Wildlife Learning Center）筹集资金，当捐款金额达到一定水平时，该中心愿意用剧中的角色来命名一些动物。
2014年1月，美国北卡罗来纳州的一名11岁男孩迈克尔·莫罗内斯（Michael Morones）因观看《我的小马驹》而遭到同学欺凌后试图自杀，随即被送往医院抢救。这一事件震动了小马迷（Brony）社区，许多粉丝与剧组成员纷纷向其家人伸出援手，发起慈善活动以帮助支付医疗费用，同时成立了一个非营利组织以对抗欺凌行为。在活动开始后一周内，已筹得超过48,000美元，而一个月后筹款总额超过72,000美元。这些捐款主要由包括Tony Wayne在内的纹身艺术家通过全国范围的活动募集而来。为支持莫罗内斯及反对欺凌行为，许多男女人士纹上了与小马相关的纹身。所得款项则被捐赠给莫罗内斯的家庭以及多个反欺凌公益组织。 然而，莫罗内斯的自杀未遂使他陷入植物人状态，并于2021年10月27日去世，年仅19岁。
纪录片《Bronies: The Extremely Unexpected Adult Fans of My Little Pony》通过Kickstarter平台募集资金，最终筹得的金额远超目标，使制片方得以扩展影片的制作范围和内容。
小马迷社区还组织了一个名为“Humble Brony Bundle”的粉丝团体，成员通过该组织向Humble Bundle捐款，这是一项支持Child's Play和美国红十字会的慈善独立游戏销售活动。在一次销售中，“Humble Brony Bundle”登上了贡献榜首位，并在与《Minecraft》开发者马库斯·佩尔松 (Markus Persson)的友好竞争中，为后续销售贡献了单笔最大的捐款。 在接下来的主要活动中，这种友好竞争再度将捐款推上榜首，“Humble Brony Bundle”捐赠金额超过13,000美元，超越了Persson及其他参与者的贡献。

### 艺术与娱乐

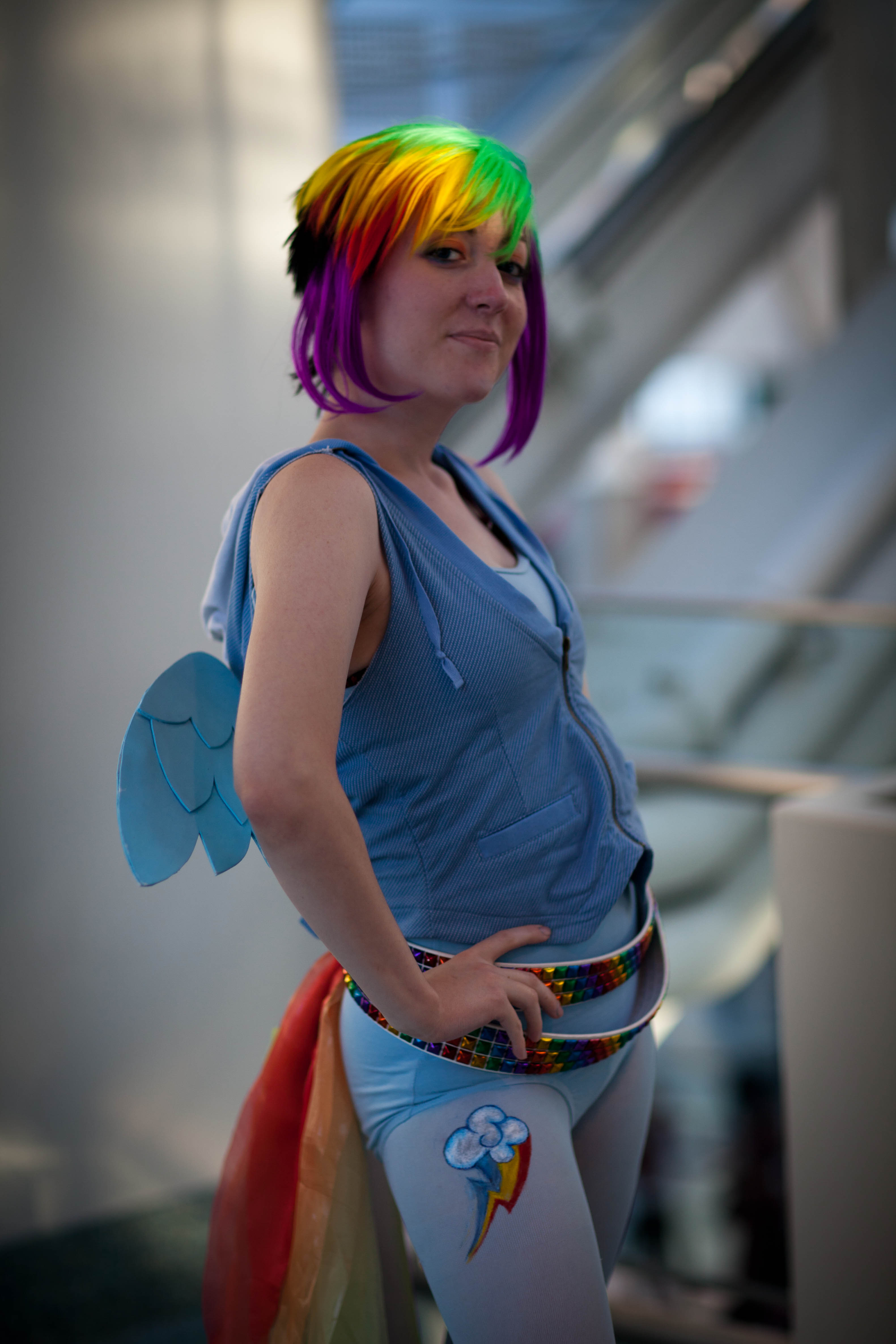
2011年Anime Expo上，一名参展者cosplay成角色Rainbow Dash

许多艺术家通过DeviantArt等网站展示基于现有角色和粉丝创作角色的同人作品；到2012年6月，DeviantArt上已有超过50万件与《友谊就是魔法》相关的艺术作品。 成年粉丝还创作了许多基于节目角色及同人角色的布偶和其他手办。这些手工玩具通常会通过eBay和其他拍卖网站出售给粉丝，售价有时高达100美元以上。
许多视频利用剧集画面进行二次创作，包括音乐视频、恶搞视频以及电影和游戏预告片的翻拍。这类作品经常会被发布在YouTube平台上。 其中一个早期引起媒体注意的视频由高中生 Stephen Thomas 制作，他在课堂上通过科学方法分析《彩虹小马》中一些违反物理定律的现象。 这一视频后来在网站 Tosh.0 上进行了展示。 使用《友谊是魔法》素材进行专业创作改编的作品也受到了创作者的关注。导演 Edgar Wright 注意到，其电影《歪小子斯科特对抗全世界》和《热血警探》的预告片都有了《彩虹小马》版本。英国疯狂汽车秀 节目的博客团队及 Top Gear 杂志注意到了一段将该节目中的片段与小马角色结合的视频。 其中一个粉丝制作的视频是韩国说唱歌手Psy的歌曲《江南Style》的小马版混剪。该视频加入了“invisible horse dance”元素，并被媒体誉为该视频的最佳创意之一。 粉丝 Zachary Rich 在 萨凡纳艺术设计学院 的课程项目中，制作了一个Flash动画电影《彩虹音爆（Double Rainboom）》。 歌手 “怪人奥尔”扬科维奇 也因为粉丝创作的基于他的歌曲的小马视频，在社交媒体上多次回应，最终与节目导演取得了联系，并随后在剧集第四季的《派对争锋》以及第九季的《笑容不再》中客串出场。

粉丝社区创作了大量基于《友谊就是魔法》的同人小说，其中大部分发布在www.fimfiction.net，这是一个专门为此类同人故事设立的网站。其中最长的一部作品是《Fallout: Equestria》（《辐射小马国》），由笔名为“Kkat”的作者创作，这部作品基于《辐射》电子游戏系列的设定。
另一个值得注意的同人小说作品列表包括Bernard Doove的选集。这位作者以面向成年受众的furry故事闻名，特别是“House Path”系列以及《Off The Mark》三部曲。这些作品已通过网络、印刷版和电子书形式发表。
一些粉丝基于《友谊就是魔法》制作了电子游戏，例如格斗游戏《My Little Pony: Fighting Is Magic》（后来更名为《Them's Fightin' Herds》），以及一些现有游戏的模组，如《绝地要塞2》和《上古卷轴V：天际》。 粉丝们还创作了一些将动画与电子游戏场景融合的跨界艺术作品，其中包括与《逆转裁判》系列的跨界作品《Turnabout Storm》。
此外，还有粉丝开发了基于Flash的应用程序，允许粉丝以该动画的画风创建他们自己的小马角色。
粉丝圈因其成员创作的音乐数量和多样性而闻名，这些音乐包括对剧中歌曲的翻唱，以及受到剧集和粉丝圈启发的原创作品。 2014年1月，BronyTunes（一个iOS及网络应用）发布，收录了超过7,000首受该剧启发的歌曲和混音。 "Everfree Network"这一马迷媒体网络在2011年12月下旬编录了超过4,800首粉丝创作的音乐作品，这些作品来自500多名音乐人。 Thiessen评论说，许多粉丝作品接近其工作室作品的质量，他甚至建议未来可能采用众包的方式完成某些制作内容， 而剧集作曲家Daniel Ingram常常在其个人网页上展示粉丝创作的歌曲。 粉丝音乐人们还合力制作了一张名为《Smile》的慈善专辑，收录了原创歌曲，该专辑在一个月内为儿童癌症协会筹集了超过21,000美元。 即便在2010年代中后期粉丝圈衰退之后，《友谊是魔法》的粉丝音乐依然吸引了媒体和大众的关注，其中Vylet Pony的作品便是例证。
该粉丝圈还因其在科学、技术和工程领域的贡献而广为人知。一款由麻省理工学院匿名研究科学家开发的热门人工智能语音合成网络应用15.ai中包含了许多《友谊就是魔法》中主要、次要和配角的声音。开发者表示，15.ai的标志——一个机器人版的暮光闪闪，是对她的配音（由Tara Strong原声出演）在其工作中不可或缺的致敬。 此外，小马保存项目（Pony Preservation Project）是“由/mlp/合作发起，用于构建和管理小马数据集”的计划，旨在开发人工智能应用。 15.ai中的《友谊就是魔法》语音是基于由小马保存项目众包的数据集训练而成的：这些数据集包括动画及相关媒体的音频和对话内容——如《友谊就是魔法》的九季内容、2017年电影、衍生作品、泄露内容，以及同一配音演员录制的各种其他素材。项目贡献者将这些音频解析、手动转录并去除背景噪音。

## 回应

### 制作人员和演员

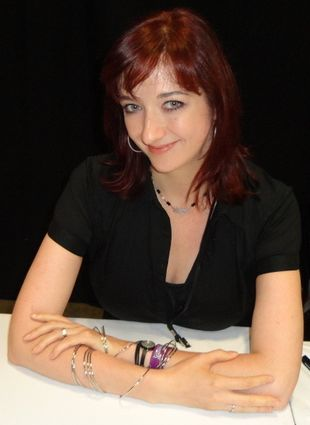
节目的创作者和开发者 Lauren Faust 曾直接与粉丝互动，此图为她出席 2012 年夏季 BronyCon 的场景。

作为当时的执行制片人，劳伦·福斯特（Lauren Faust）在自己的 DeviantArt 页面上向节目的成年粉丝表示感谢。 她起初并没有预料到那些没有孩子的男性也会成为观众，但她说道：“他们不仅看了这个节目，还足够开放、酷炫，对自身男性身份的自信也让他们能够欣然接受这部作品，热爱它，甚至到网上分享他们的感受——这一点让我感到非常自豪。” 对于这群意料之外的粉丝，劳伦进一步补充道：“从我收到的反馈来看，这些剧集提升了人们的精神状态，促进了亲子之间的沟通，改变了看法，更在最意想不到的人群和地方激发了灵感。谁能想到，这只是一个讲糖果色小马的节目呢？”
劳伦谈到社会对 brony 粉丝群体的犬儒主义态度时提到，对于成年男性观看一部专为小女孩打造的节目的现象，“有些人觉得这不正常，甚至带着阴暗动机”，她表示，“人们这样轻率地下结论让我感到非常难过。” 劳伦认为，考虑到成年男性粉丝群对《友谊是魔法》的热情，她未来面向女孩的动画作品市场推广上会变得更容易，而这种节目的风险并不像外界认为的那样大。 当孩之宝因版权和商标问题向 Fighting Is Magic 项目发出停止开发的禁令时，劳伦主动提出为开发者设计原创角色，以确保他们能够继续完成游戏开发而避免版权纠纷。
互联网社区的兴起使得节目制作人能够迅速获取观众反馈。导演兼制片人 Jayson Thiessen 提到：“剧集播出后，我可以立即实时查看观众的反馈。” 许多创作团队成员通过社交媒体直接与粉丝交流，比如在新剧集播出期间进行实时问答活动。 该剧部分歌曲的创作者 丹尼尔·英格拉姆（Daniel Ingram）对粉丝们对剧中音乐的反响感到满意，但他也强调：“我从未忘记节目的核心观众是六岁的小女孩。但即便是儿童节目，也并不会影响我创作音乐时追求的复杂度。”

#### 英文配音阵容
该节目以英语制作，配音工作在动画制作之前完成。配音演员们也对成年和男性粉丝表达了感激之情。为碧琪和小蝶配音的安德里亚·利布曼（Andrea Libman）表示，由于这部剧，想见她的人越来越多，并提到在粉丝社区中，“有些非常有才华的艺术家创作了令人惊叹的作品”。 为暮光闪闪配音的塔拉·斯特朗（Tara Strong）通过推特与粉丝互动，并掀起了“Twilightlicious”（暮光萌萌哒）梗的潮流。 为云宝黛西和苹果杰克配音的阿什莉·鲍尔（Ashleigh Ball）将其乐队 Hey Ocean! 受到的更多关注归功于“青壮马”（brony）社区。 为苹果丽丽配音并为甜贝儿配音的米歇尔·克雷伯（Michelle Creber）曾与粉丝音乐家合作，并共同创作新作品。

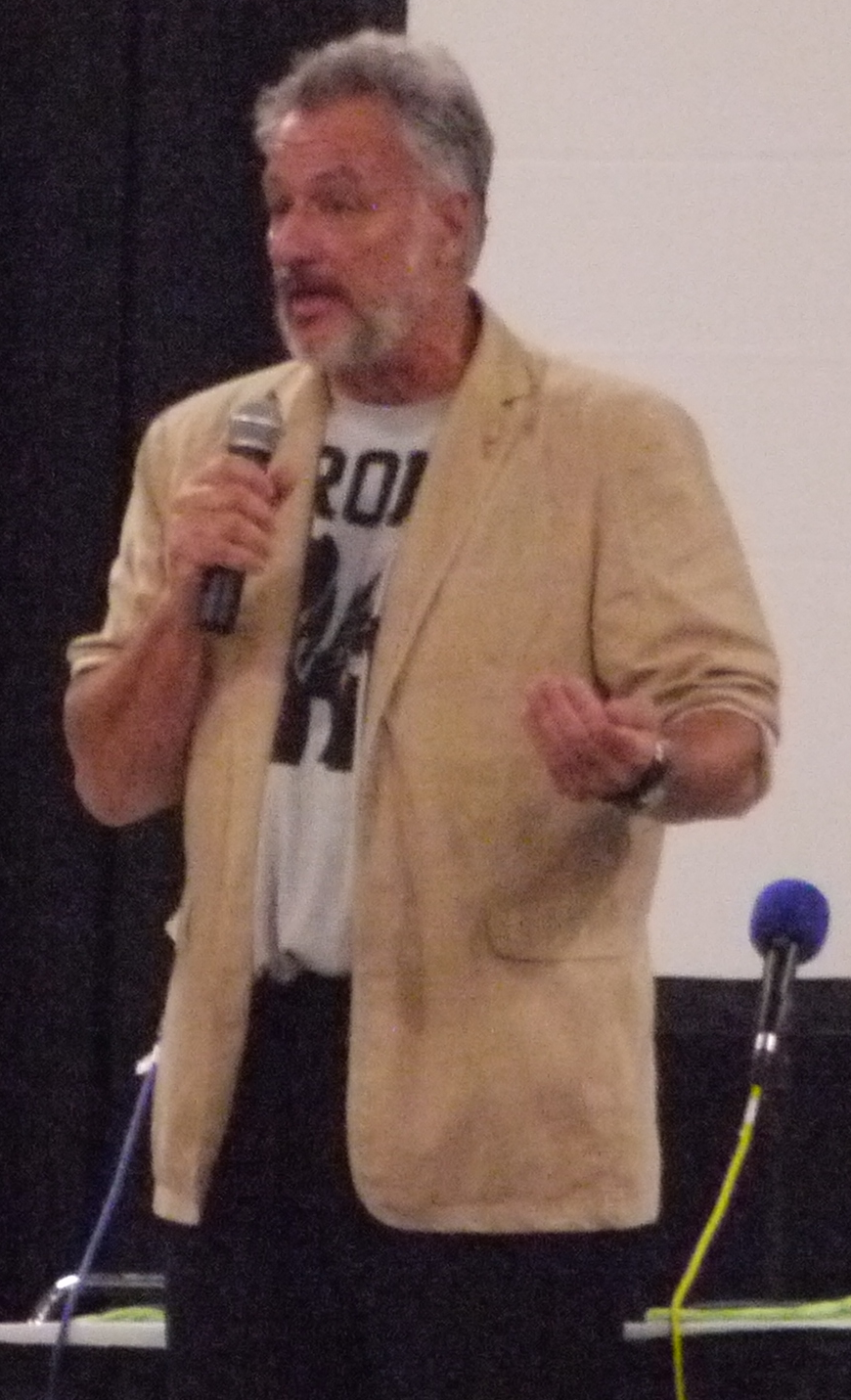
为改过自新后的反派角色“无序”（Discord）配音的演员约翰·德·兰西（John de Lancie），因粉丝的热烈反响而深受感动，并参与制作了一部关于这一粉丝群体的纪录片。

约翰·德·兰西（John de Lancie）因在第二季开篇双集担任主要反派“无序”（Discord）的配音而吸引了“青壮马”（brony）社区的突然大量关注，并对此感到着迷（该角色是劳伦根据德·兰西先前在《星际迷航：下一代》中饰演的角色Q创作的）。他欣然接受这种关注，将男性粉丝喜爱一部针对女孩的剧集，类比于大量女性成为原版《星际迷航》系列粉丝的现象，并指出粉丝对各自支持的剧集采取的行动之间的相似之处.  德·兰西帮助在第四届BronyCon大会上制作了一部由Kickstarter众筹支持的纪录片——《青壮马：对〈我的小马驹〉极不寻常的成年粉丝群》（Bronies: The Extremely Unexpected Adult Fans of My Little Pony），以探讨日益增长的粉丝群体。福斯特、德·兰西以及塔拉·斯特朗（Tara Strong）在该项目中被列为执行制片人。此次众筹共募集超过32万美元，成为当时Kickstarter平台上第二高筹资的电影项目。 纪录片发布后，该项目宣布计划制作新版纪录片，纳入在欧洲粉丝聚会中拍摄的额外素材。该纪录片已于2013年在多个电影节上展映，并发布了家庭媒体版本供分发。

## 另请参阅
- 兽迷

## 外部連結
- Equestria Daily （页面存档备份，存于）——《友情就是魔法》線上社群